# Canton de Saint-Palais
Le canton de Saint-Palais est un ancien canton français situé dans le département des Pyrénées-Atlantiques et la région Aquitaine.

## Composition
Le canton regroupait 27 communes faisant partie de la communauté de communes d'Amikuze à l'exception de Gestas qui n'a pas de continuité territoriale avec les autres communes du canton. Le terme Amikuze qui signifie pays de Mixe, ancien pays historique de la Basse-Navarre, désigne parfois le canton de Saint-Palais.
| - Aïcirits-Camou-Suhast - Amendeuix-Oneix - Amorots-Succos - Arbérats-Sillègue - Arbouet-Sussaute - Aroue-Ithorots-Olhaïby - Arraute-Charritte - Béguios - Béhasque-Lapiste - Beyrie-sur-Joyeuse - Domezain-Berraute - Etcharry - Gabat - Garris | - Gestas - Ilharre - Labets-Biscay - Larribar-Sorhapuru - Lohitzun-Oyhercq - Luxe-Sumberraute - Masparraute - Orègue - Orsanco - Osserain-Rivareyte - Pagolle - Saint-Palais - Uhart-Mixe. |

## Histoire
En 1790, Domezain fut le chef-lieu d'un canton, dépendant du district de Mauléon et comprenant Aroue, Domezain-Berraute, Etcharry, Gestas, Ithorots-Olhaïby, Lohitzun-Oyhercq, Osserain-Rivareyte et Pagolle.
À cette même date, Garris fut le chef-lieu d'un canton dépendant du district de Saint-Palais, et comprenant les communes d'Amorots-Succos, Arraute-Charritte, Béguios, Beyrie, Garris, Labets-Biscay, Luxe-Sumberraute, Masparraute et Orègue.
Le canton de Saint-Palais était alors composé des communes d'Aïcirits, Amendeuix-Oneix, Arbérats-Sillègue, Arbouet-Sussaute, Béhasque-Lapiste, Camou-Mixe-Suhast, Gabat, Ilharre, Larribar-Sorhapuru, Orsanco, Saint-Palais et Uhart-Mixe.

## Représentation

### Conseillers généraux de 1833 à 2015
| Période               | Identité                                                      | Parti                    | Qualité |
| --------------------- | ------------------------------------------------------------- | ------------------------ | --- |
| 1833-1836 (décès)     | Jean-Baptiste Gambier (1784-1836)                             | Majorité gouvernementale | Propriétaire, maire de Saint-Palais |
| 1836-1848             | Adolphe Daguenet                                              | Centre droit             | Procureur du Roi à Montpellier Président du Conseil Général Député (1836-1848, 1871-1876)                                                                   |
| 1848-1852             | Marc Joachim Bertrand Augustin de Vidart-Béhasque (1784-1860) |                          | Propriétaire à Saint-Palais, juge de paix, ancien greffier du Tribunal                                                                                      |
| 1852-1886 (décès)     | Adolphe Daguenet                                              | Droite                   | Propriétaire Député (1871-1876)- Sénateur (1876-1882) |
| 1886-1895 (démission) | Martial Berdoly                                               | Union républicaine       | Avocat Propriétaire du château d'Uhart Député (1893-1900) - Sénateur (1900-1905)                                                                            |
| 1895-1910             | Léon Pradet-Balade                                            | Républicain Progressiste | Avocat Député (1900-1914) Maire de Saint-Palais (1892-) |
| 1910-1918 (décès)     | Blaise Guéraçague                                             | Républicain              | Avocat à Saint-Palais |
| 1919-1931 (décès)     | Léon Pradet-Balade                                            | Républicain Progressiste | Avocat Député (1900-1914) Maire de Saint-Palais (1892-) |
| 1931-1940             | Auguste de Castelbajac                                        | URD-Rad.ind.             | Maire d'Amendeuix Nommé conseiller départemental en 1943 |
|                       |                                                               |                          | |
| 1945-1971 (décès)     | Jean Errecart                                                 | MRP puis CD              | Agriculteur Député (1946-1951 et 1955) Sénateur (1958-1971) Maire d'Orègue                                                                                  |
| 21 février 1971-1994  | Franz Duboscq                                                 | UDR puis RPR             | Agriculteur député (1968-1973) (suppléant de Michel Inchauspé) Maire d'Aroue-Ithorots-Olhaïby Président du Conseil Général (1976-1985) sénateur (1983-1992) |
| 1994-2015             | Barthélemy Aguerre                                            | UDF puis MoDem puis UDI  | Exploitant agricole, maire de Luxe-Sumberraute agriculteur, dirigeant d'entreprises                                                                         |

### Conseillers d'arrondissement (de 1833 à 1940)
Le canton de Saint-Palais avait deux conseillers d'arrondissement.
Il appartenait à l'arrondissement de Mauléon jusqu'à sa disparition en 1926.
| Période                                  | Période          | Identité                                  | Étiquette   | Qualité |
| ---------------------------------------- | ---------------- | ----------------------------------------- | ----------- | --- |
| 1833                                     | 1839             | Ovide d'Iriart d'Etchepare                |             | Juge d'instruction au Tribunal de première instance, propriétaire à Saint-Palais                            |
| 1833                                     | 1848             | Julien Vivier                             |             | Juge au Tribunal civil de Saint-Palais                                                                      |
| 1839                                     | 1848             | Jean Pierre Galand, dit Cadet (1799-1879) |             | Juge de paix à Saint-Palais                                                                                 |
|                                          |                  |                                           |             | |
| 1871                                     |                  | Gustave Diriart                           |             | Notaire à Saint-Palais                                                                                      |
|                                          |                  |                                           |             | |
| 1883                                     | 1884 (démission) | Philippe Etchecoin                        |             | Docteur à Saint-Palais                                                                                      |
| 1884                                     |                  | Edmond Baratchart                         |             | Négociant, maire de Saint-Palais                                                                            |
|                                          |                  |                                           |             | |
| 1895                                     | 1902 (décès)     | Léopold Etchart-Lohiol (1839-1902)        | Républicain | Voiturier, propriétaire rentier à Saint-Palais                                                              |
| 1899                                     |                  | Louis Barthabure                          | Républicain | Négociant à Saint-Palais                                                                                    |
|                                          |                  |                                           |             | |
|                                          | 1940             | M. d'Abadie                               |             | |
|                                          | 1940             | M. Berdeco                                |             | |
| 1940                                     |                  |                                           |             | Les conseils d'arrondissement ont été suspendus par la loi du 12 octobre 1940 et n'ont jamais été réactivés |
| Les données manquantes sont à compléter. |                  |                                           |             | |

## Démographie
| 1962  | 1968  | 1975  | 1982  | 1990  | 1999  | 2006  | 2011  | 2012  |
| ----- | ----- | ----- | ----- | ----- | ----- | ----- | ----- | ----- |
| 9 712 | 9 635 | 9 406 | 9 069 | 8 853 | 8 698 | 9 164 | 9 378 | 9 419 |